# Ромеро, Пол
Ромеро, Пол Энтони (англ. Paul Anthony Romero; род. 10 сентября 1965, Пасадена, Калифорния, США) — американский композитор, пианист. Наиболее известен благодаря своей работе над саундтреками к фильмам и видеоиграм, в частности серии игр Heroes of Might and Magic. Выиграл ряд международных соревнований по фортепиано, включая Парижские и Ван-Клибернские соревнования пианистов-любителей.

## Биография
Родился в Пасадене.
По собственным воспоминаниям, впервые сел за фортепиано в возрасте трех лет, в девять лет начал серьёзно заниматься музыкой, в одиннадцать лет выступил публично, исполняя фортепианный концерт Моцарта с симфоническим оркестром Санта Моники.
Первый свой фортепианный концерт написал в возрасте тринадцати лет, впервые данный концерт был исполнен Национальным симфоническим оркестром в Центре Кеннеди, дирижировал Мстислав Ростропович, а партии фортепиано исполнял сам Пол Ромеро. На бис этот концерт был исполнен в зале Генеральной Ассамблеи Организации Объединенных Наций в Нью-Йорке. Концерт транслировался по всему миру и привлек внимание к молодому композитору. Данный концерт был записан лейблом Yamaha.
В пятнадцать лет Ромеро сочинил свой фортепианный концерт до-мажор для фортепиано, электрооргана и литавр который исполнил на девятом международном юношеском конкурсе Yamaha в Togo no Sato Interior Hall в Японии в 1980 году. Также он был выбран представлять США на одиннадцатом юношеском конкурсе Yamaha в 1981 году, где представил свою фортепианную пьесу «Три прелюдии».
В шестнадцать лет получил стипендию в институте музыки Кёртиса в Филадельфии, где учился у лауреата Пулитцеровской премии Неда Рорема. Игре на фортепиано обучался у Владимира Соколова, Хорхе Боле, камерной музыкой занимался вместе со струнным квартетом «Гуанарри». Своё музыкальное обучение он закончил в Парижской консерватории и Гилдхоллской школе музыки и драмы в Лондоне.
В 2002 году он стал лауреатом Международного конкурса пианистов любителей в Париже.
Ромеро создал более 70 оригинальных саундтреков для компьютерных игр, в том числе оркестровые / оперные / хоровые партитуры для игр компаний New World Computing / Ubisoft (Heroes Of Might And Magic), Sony (EverQuest).
Давал концерты в Зале Уолта Диснея в Лос Анджелесе, Карнеги Холле в Нью-Йорке, в мексиканском посольстве в Вашингтоне, в Берлинской филармонии и Берлинской картинной галерее.
Вместе со своим партнером саксофонистом Броком Саммерсом выступал во многих городах США, Европы и Южной Америки.

## Личная жизнь
Проживает в Шерман Оукс, район долины Сан-Фернандо в Лос-Анджелесе, со своим партнером, Доктором Броком Саммерсом.

## Дискография[8][9][10]
- 1995 — Heroes Of Might And Magic
- 1996 — Heroes Of Might And Magic II: The Succession Wars
- 1998 — Might And Magic VI: The Mandate Of Heaven
- 1999 — Might And Magic VII: For Blood And Honor
- 2000 — Silent France (короткометражка)
- 2000 — Heroes Of Might And Magic III: The Shadow Of Death Soundtrack
- 2000 — Paul Romero, Brock Summers — Ballade
- 2000 — Might And Magic VIII : Day Of The Destroyer
- 2002 — EverQuest: The Planes of Power Soundtrack
- 2002 — Heroes Of Might And Magic IV
- 2002 — Might And Magic IX
- 2006 — Heroes Of Might And Magic V
- 2010 — L.A.Vampire (короткометражка)
- 2011 — Rift (Video Games)
- 2013 — Neverwinter Nights 2 Complete
- 2017 — The Heroes Piano Sonatas
- 2016 — MULTIPLAYER III: WAVE
- 2017 — Creature Quest Original Soundtrack

* в соавторстве с Робом Кингом и Стивеном Бакой